# Mileta Andrejević
Mileta Andrejević (en serbe cyrillique : Милета Андрејевић ; né le 28 septembre 1925 à Zrenjanin – mort le 21 octobre 1989 à New York), connu également sous le nom de Milet Andrejevic, était un peintre serbe naturalisé américain. Il a traversé plusieurs périodes artistiques, le post-impressionnisme, l’expressionnisme et le pop art. Il a été membre à titre étranger de l'Académie serbe des sciences et des arts.
Son frère Krsta Andrejević est également un peintre connu de l'ex-Yougoslavie.

## Biographie
Mileta Andrejević est né à Veliki Bečkerek, aujourd'hui Zrenjanin, dans le Royaume des Serbes, Croates et Slovènes. Il étudie à l'Académie des beaux-arts de Belgrade puis, en 1952, s'installe à Paris pour parfaire sa formation. Il s'y marie avec Helen Bardeen en 1956 et s'installe avec elle à New York en 1958.
À la fin des années 1950, l'œuvre d'Andrejević s'oriente vers le Pop art et il expose à la Green Gallery de Richard Bellamy. Dans les années 1960, il adopte un style plus réaliste qui présente des figures allégoriques tirées des mythes grecs. Le critique d'art Hilton Kramer, dans le New York Times, lui adresse des compliments, voyant en lui « clairement l'un des peintres les plus talentueux de l'école réaliste » ; à propos de l'artiste, le critique affirme : « Il apporte à son art un sens du raffinement rare, avec un regard calment et délicieusement sensible à la nuance picturale. Ses meilleurs tableaux atteignent une pureté de ton et une densité émotive rares dans la peinture réaliste, quelle que soit l'époque, et certainement très différentes d'autres styles réalistes plus bruyants de notre temps ».
Andrejević a présenté son œuvre à la Robert Schoelkopf gallery et il figure dans les collections du Hirshhorn Museum and Sculpture Garden de Washington D.C. et dans celles du Metropolitan Museum of Art et du Whitney Museum of American Art de New York. 
Il est mort d'un cancer du poumon en 1989 dans sa maison du Upper West Side de Manhattan.